# 青林渡铁路桥
青林渡铁路桥是中华人民共和国浙江省宁波市一座跨姚江的铁路桥，位于江北区和海曙区之间的青林渡，载有萧甬铁路，上下行方向为两座桥梁。始建于1957年4月，1959年9月通车。

## 建设经过
1953年7月，萧甬铁路复建。1955年12月修建至庄桥站后，由于青林渡一带土质松软，铁路无法继续延伸到宁波城区。1957年4月1日，铁道部在苏联专家帮助下克服地基松软的难题，最终于1959年9月30日将铁路延伸到宁波站。